# Burgensteig Bergstraße
Der Burgensteig Bergstraße ist ein vom Odenwaldklub (OWK) gepflegter Fernwanderweg, der im westlichen Odenwald, entlang der Bergstraße von Darmstadt-Eberstadt bis nach Heidelberg verläuft.
Mit einer Gesamtlänge von etwa 120 Kilometern und ca. 3.650 Höhenmetern führt der als Hauptwanderweg HW73 bezeichnete Burgensteig an vielen Burgen, Schlössern oder Kultstätten der Bergstraße vorbei. Er wurde im Januar 2015 als Nachfolger des etwa 85 Kilometer langen ähnlich verlaufenden Burgenwegs (Odenwald) zertifiziert und ist nun statt mit einem blauen B mit dem Symbol einer Blauen Burg auf weißem Grund gekennzeichnet.
Während der Streckenverlauf des Burgensteigs im nördlicheren Teil überwiegend durch die waldreiche Gegend um die Burg Frankenstein und den Melibokus herum verläuft, führt der südliche Teil dieses Wanderweges zu großen Teilen durch die Weinberge der Bergstraße. Für von fern angereiste Wanderer erweist es sich als besonders vorteilhaft, dass der Burgensteig immer wieder zu größeren Ortschaften führt, was für eine Etappenplanung oder die Suche nach einer Unterkunft sehr praktisch ist. Besonders sehenswerte Ziele, zu denen der Burgensteig u. a. führt, sind die Burg Frankenstein, das Schloss Alsbach, die Stadt Weinheim und das Heidelberger Schloss. Eine Empfehlung des Odenwaldklubs schlägt eine Aufteilung in neun Etappen vor.
Der Burgensteig kreuzt dabei andere Qualitätsrouten, wie den Nibelungensteig bei Zwingenberg und den Neckarsteig bei Heidelberg.
Der als sportlich bzw. anspruchsvoll bezeichnete Burgensteig, der abwechselnd über die Höhenzüge und Täler der Bergstraße und des Odenwaldes führt, hat einen kleineren Pendant, den Blütenweg, der auf 95 Kilometern meist parallel und mit weniger Höhendifferenz auf halber Höhe entlang durch der Weinberge der Hessischen- und Badischen Bergstraße führt. Über 30 Caches (Verstecke) sollen die Liebhaber von Geocaching auf den Burgensteig locken.